# Кеннон-Біч (Орегон)
Кеннон-Біч (англ. Cannon Beach) — місто (англ. city) в США, в окрузі Клетсоп штату Орегон. Населення — 1489 осіб (2020).

## Географія
Кеннон-Біч розташований за координатами 45°53′22″ пн. ш. 123°57′38″ зх. д. / 45.88944° пн. ш. 123.96056° зх. д. (45.889332, -123.960452).  За даними Бюро перепису населення США в 2010 році місто мало площу 3,99 км², уся площа — суходіл.

## Демографія
Згідно з переписом 2010 року, у місті мешкало 1690 осіб у 759 домогосподарствах у складі 415 родин. Густота населення становила 424 особи/км².  Було 1812 помешкання (454/км²).
Расовий склад населення:
| - 88,4 % — білих - 0,4 % — корінних американців - 0,4 % — азіатів - 0,2 % — вихідців з тихоокеанських островів - 0,1 % — чорних або афроамериканців - 9,1 % — осіб інших рас |

До двох чи більше рас належало 1,5 %. Частка іспаномовних становила 12,7 % від усіх жителів.
За віковим діапазоном населення розподілялося таким чином: 16,4 % — особи молодші 18 років, 63,8 % — особи у віці 18—64 років, 19,8 % — особи у віці 65 років та старші. Медіана віку мешканця становила 46,4 року. На 100 осіб жіночої статі у місті припадало 85,1 чоловіків;  на 100 жінок у віці від 18 років та старших — 85,4 чоловіків також старших 18 років.
Середній дохід на одне домашнє господарство  становив 69 577 доларів США (медіана — 50 913), а середній дохід на одну сім'ю — 82 279 доларів (медіана — 64 219). Медіана доходів становила 30 259 доларів для чоловіків та 29 014 долари для жінок. За межею бідності перебувало 18,8 % осіб, у тому числі 36,0 % дітей у віці до 18 років та 11,0 % осіб у віці 65 років та старших.
Цивільне працевлаштоване населення становило 911 осіб. Основні галузі зайнятості: мистецтво, розваги та відпочинок — 32,7 %, роздрібна торгівля — 14,7 %, фінанси, страхування та нерухомість — 10,1 %, науковці, спеціалісти, менеджери — 8,2 %.